# Klášter Aghavnavank

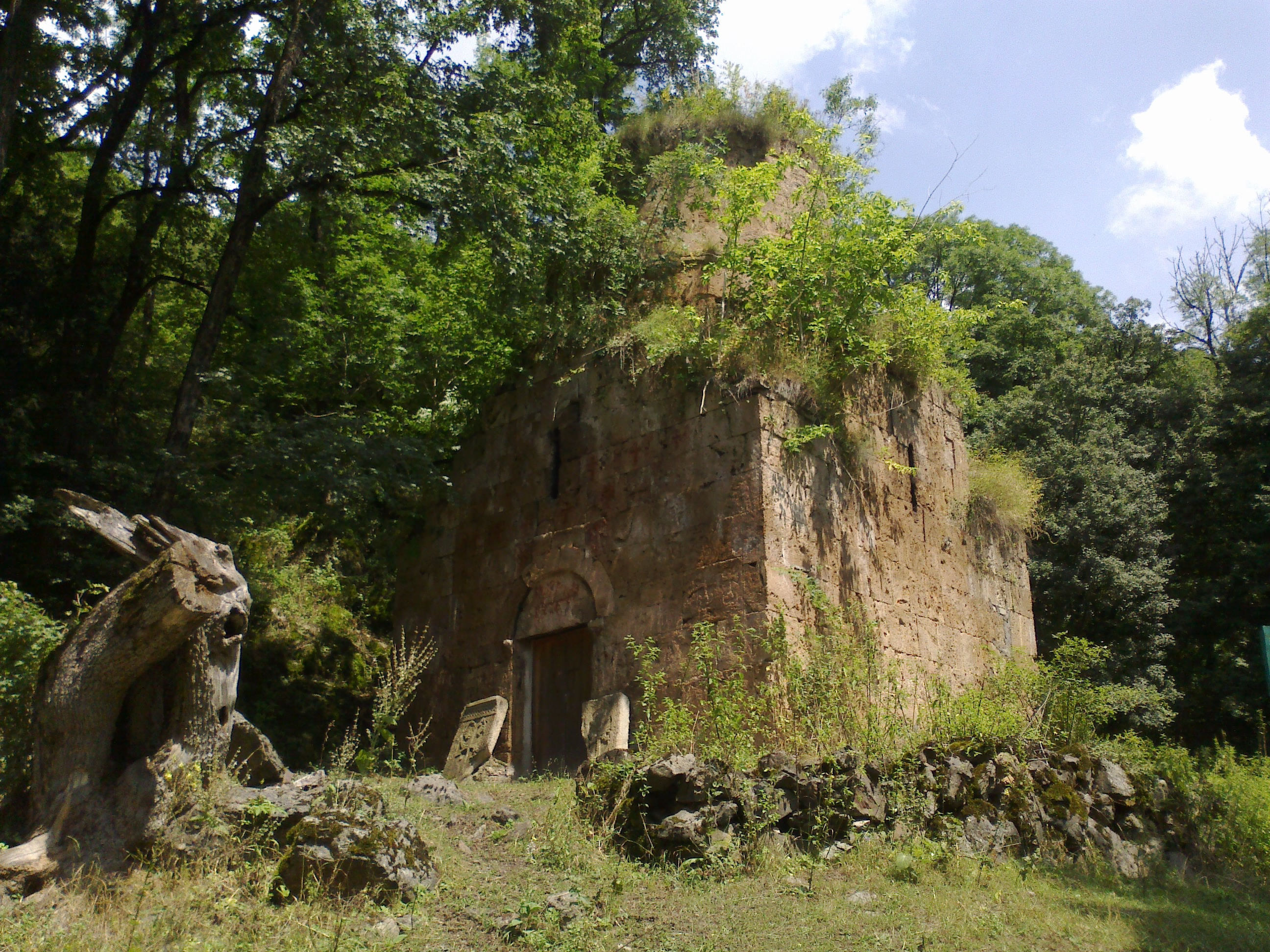
Klášter Aghavnavank

Klášter Aghavnavank (arménsky Աղավնավանք Aghawnawank), též Anapat St. Astvatsatsin (Svaté Matky Boží) nebo Aghnabat, je bývalý klášter Arménské apoštolské církve v arménské provincii Tavuš. Klášter pochází ze 12. až 13. století. V současnosti (rok 2019) je klášter ruinou.

## Poloha

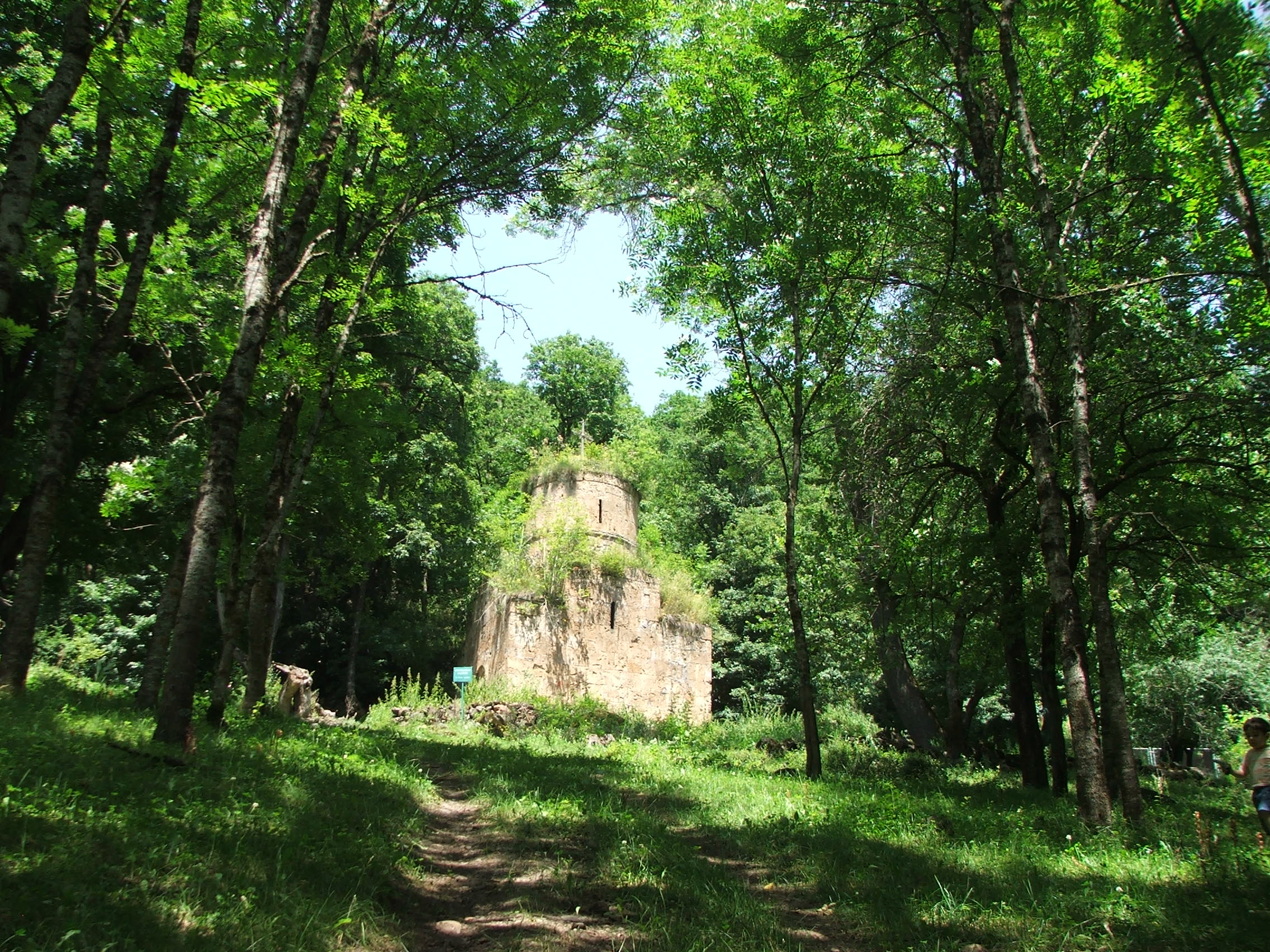
Klášter se dnes (rok 2019) nachází ve středu lesní mýtiny.

Klášter se nachází na okraji vesnice Aghavnavank v národním parku Dilijan ve středu lesní mýtiny (Aghnabat). Poloha na skalním výchozu naznačuje, že místo, kde stojí ruiny kláštera, bylo již v době pohanství místem uctívání. Klášterní oblast je obklopena tisovým hájem, který je považován za nedotčený. Některé tisy jsou až 300–400 let staré a 25 metrů vysoké. Jejich kmeny mají obvod 70–90 centimetrů. Arménské hlavní město Jerevan se nachází od kláštera vzdušnou čarou 78 kilometrů.  

## Popis stavby
Hlavní kostel je křížovým klenutým kostelem s přístavbami. Je postaven ze žlutého travertinu. Je typickým příkladem arménské církevní architektury, kde malý středový chrámový prostor korunuje kupole s osmiúhelníkovým tamburem. Tambur a kopule budovy spočívají na sloupech. Zvenčí je kupole kláštera zakrytá stanovou střechou. Kopule a střecha byly obloženy jemně vyřezávanými kamennými dlaždicemi. Ve východní fasádě jsou trojúhelníkové výklenky. Kolem kláštera jsou rozmístěny chačkary, což jsou ozdobně vyřezávané pamětní kameny, které mají uprostřed reliéfní kříž obklopený geometrickými a rostlinnými motivy.